# Mary Lee
Mary Lee, nascuda Walsh (14 de febrer de 1821 - 18 de setembre de 1909), és una sufragista irlandesoaustraliana i activa reformadora social al sud d'Austràlia.

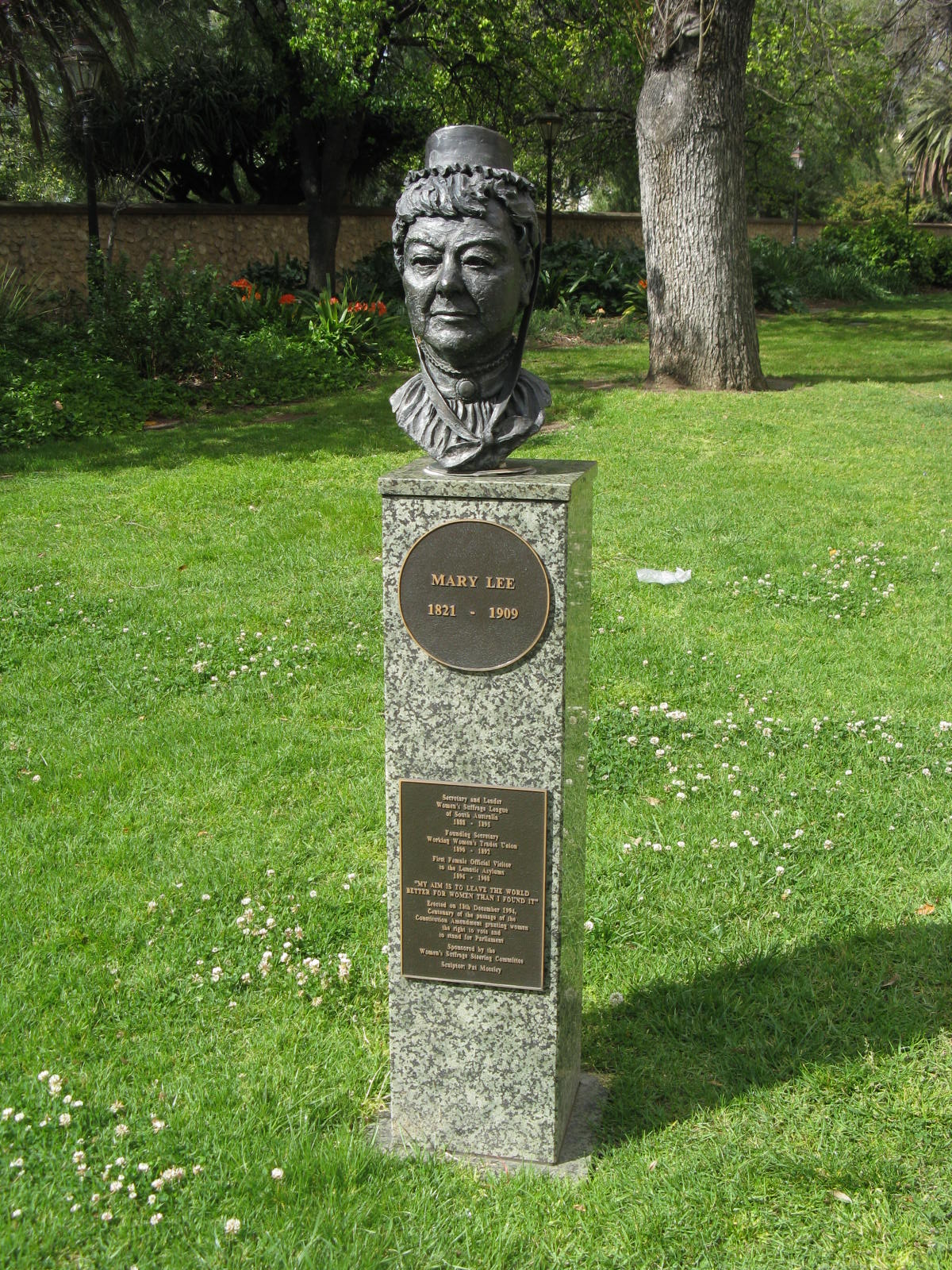
Estàtua, North Terrace, Adelaida.

## Biografia
Mary Lee va néixer a Irlanda a Kilknock Estate al comtat de Monoghan. Es casa l'any 1844 amb George Lee. La parella va tenir set fills, el seu fill Ben es traslladà a Adélaïde, a Austràlia. Quan cau malalt l'any 1879, Lee i la seva filla Evelyn immigren a Adélaide també. Van en el viatge inaugural del paquebot Orient. Ben mor el 2 de novembre de 1880.
L'any 1883 Lee s'implica en el comitè de dones de la Social Purity Society. La societat preconitza modificar la llei relativa a l'estatut social i jurídic de les dones joves, i també posar una limitació al treball dels nens, protegir les noies contra els abusos i impedir que esdevinguin prostitutes o noies casades per força. El grup va aconseguir fer passar la llei l'any 1885 al Criminal Law Consolidation Amendment Act que augmenta la majoria sexual de 13 a 16 anys. El seu primer èxit és un nou projecte de llei per a les joves que il·legalitza que un home tingui relacions sexuals amb una noia de menys de 16 anys.
La "Social Purity Society" era també afectada per les condicions de treball de les dones. Després de l'esmena de l'any 1885 el grup comença una campanya per als drets dels treballadors. El desembre de 1889 en un míting públic proposa la formació d'un sindicat de dones. The Working Women's Trades Unió es va fundar l'any 1890; Lee va ser la secretària del sindicat durant dos anys. L'any 1893 Lee assisteix a les reunions del Consell dels oficis i del treball, examina les condicions de treball en la indústria tèxtil i els problemes de les dones en dificultats, assisteix igualment al Comitè per a nens distribuint roba i aliment a les famílies tocades per la depressió econòmica dels anys 1890.
El 13 de juliol de 1888, Lee, el Social Purity League, i altres persones formen la Women's Sufrage League sud-australiana. Era la cosecretària honorària de la Lliga i durant sis anys i mig va combatre pel dret de vot de les dones. Les seves pròpies cartes i informes dels seus discursos mostren que era una dona astuta i lògica, utilitzava sòlids arguments, i tenia sentit de l'humor en la seva manera de comunicar-se. L'any 1889 escriu:
| « | Que els marits, germans i pares guardin a l'ànima que és deure de cada home lliure deixar les seves filles tant com els seus fills […] que les dones ajuden a mantenir el govern i que tenen el dret de dir com i per qui han de ser regides. La civilització del segle xix ha concedit el mateix estatus polític a les dones que als idiotes i als criminals. Aquesta és la base del nostre respecte de la persona de la dona i de la nostra estimació del seu treball. | » |

Lee fou activa en la promoció dels drets de la classe obrera; publicà les reflexions següents en The Barrier Miner durant la vaga dels miners de Broken Hill l'any 1892:
| « | ... Senyor, aquesta vaga té una característica que la fa més profundament interessant que les d'abans... que ha d'escriure una pàgina important i distingida on la història d'aquestes colònies ha de ser escrita. Les dones de Broken Hill són el primer gran cos de treballadores a elevar les seves veus en una protesta unida per lluitar contra la injustícia flagrant que la constitució actual no les autoritza a expressar la seva opinió dins les lleis vigents... | » |

Els projectes de llei que permeten concedir el sufragi a les dones tiren endavant al parlament d'Austràlia del Sud entre 1889 i 1893, fracassen. Sota l'impuls de la concessió del dret de vot de les dones a Nova Zelanda, Lee, la Social Purity League, la Woman's Christian Temperance Union i la lliga democràtica van viatjar a través de tota Austràlia del sud, incloent els territoris del nord de l'època, recaptant signatures per a una petició. El 23 d'agost de 1894 quan l' Adult Sufrage Bill va escriure al parlament d'Austràlia del sud, les dones van presentar la gran petició. La petició contenia 11.600 signatures, en fulles de paper provenint de tota la colònia, que havien estat enganxades per fer un rotllo de 122 mesures de llarg. El projecte de llei és adoptat el 18 de desembre de 1894, concedeix a les dones el dret de vot i el dret de presentar-se al Parlament, Austràlia del Sud ha estat la primera en el món en adoptar aquesta legislació.
Una vegada que les dones han obtingut el dret de vot, Lee es va implicar en l'educació dels electors, encoratjant les dones a inscriure's i a anar a votar. Per al seu 75è aniversari 60.000 dones s'havien inscrit per anar a votar. L'any 1885 és sol·licitada per presentar-se al parlament, però ho rebutja.
Va ser nomenada al lloc d'honor de l'única dona visitant oficial als internats de bojos l'any 1896. Durant aquesta última part de la seva vida, Lee té dificultats financeres i ha hagut de vendre la seva biblioteca. Ha continuat corresponent amb dones d'uns altres Estats australians on el sufragi encara no havia estat concedit.
Mor el 1909 d'una pleuresia seguida de grip. És enterrada amb el seu fill Ben.